# Ingrid Czaika
Ingrid Czaika (* 1978 in Kaufbeuren) ist eine deutsch-österreichische Musikwissenschaftlerin, Dirigentin und Pianistin.

## Leben und Wirken
Czaika erhielt im Alter von sieben Jahren ersten Klavierunterricht. 1997 erhielt sie einen ersten Preis bei Wettbewerb Jugend musiziert als Klavierbegleiterin. Von 1997 bis 2002 absolvierte sie ein Lehramtsstudium an der Hochschule für Musik und Theater München bei Michael Schäfer mit dem ersten Staatsexamen. Ein anschließendes Dirigierstudium bei Edgar Seipenbusch und Tito Ceccherin am Tiroler Landeskonservatorium in Innsbruck schloss sie 2006 mit dem künstlerischen Diplom ab. Sie nahm zudem an Meisterkursen bei unter anderem Norman Shetler und Robert Holl (Liedgestaltung) sowie Erwin Ortner teil sowie an Dirigierkursen bei Markus Poschner und Roman Kofman.
Im Jahr 2005 erfolgte ihre Promotion in Musikwissenschaft mit ihrer Arbeit Charakterisierende Motivtechnik in den frühen Opern Giuseppe Verdis an der Universität Innsbruck.
Czaika leitete mehrere Chöre und wirkt als Landeschorleiterin beim Chorverband Tirol. 2006/2007 wirkte sie als Assistentin bei den Tiroler Festspielen Erl.
Czaika ist Lehrbeauftragte am Mozarteum, wo sie als Lektorin für Korrepetition und wissenschaftliches Arbeiten am Department für Musikpädagogik in Innsbruck tätig ist. Einer ihrer Forschungsschwerpunkte ist der Komponist Arthur Rösel aus Weimar.

## Publikationen (Auswahl)
Als Autorin
- Frühe Verdi-Motivik: Charakterisierungsmethoden in den frühen Opern (von Oberto bis Rigoletto). Lit, Wien/Münster 2006, ISBN 3-8258-9573-4.
- Gustav III. und Verdis Maskenball. Lit, Wien/Berlin/Münster 2009, ISBN 978-3-8258-1655-1.
- Arthur Rösel. Leben und Werk des Weimarer Komponisten. Akademische Verlagsgemeinschaft München München 2015, ISBN 978-3-95477-046-5.

Als Herausgeberin
- Arthur Rösel. Lieder Op. 33, 46, 63 für eine Singstimme mit Klavierbegleitung, Innsbruck University Press, Innsbruck 2009 (= Erstveröffentlichung und kritischer Bericht), ISBN 9783902719126.
- Arthur Rösel. Lieder Op. 8, 13, 18, 31 und 37 für eine Singstimme mit Klavierbegleitung, Innsbruck University Press, Innsbruck 2010, ISBN 9783902719669.
- Arthur Rösel. Lieder Op. 15, 29, 47, 60 und 70 für eine Singstimme mit Klavierbegleitung, neue Ausg., Innsbruck University Press, Innsbruck 2012, ISBN 9783902811394.
- Die Frauenstimme. Physiologische und hormonelle Besonderheiten und Belastungen in Bezug auf Singen, Sprechen und den Gesangsunterricht. Helbling, Esslingen am Neckar 2024, ISBN 978-3-7113-0618-0.